# Токсан-бі
Токса́н-бі (каз. Тоқсан би) — село у складі району імені Габіта Мусрепова Північноказахстанської області Казахстану. Входить до складу Ніжинського сільського округу, раніше був центром і єдиним населеним пунктом ліквідованої Западної сільської ради.
Населення — 561 особа (2021; 797 у 2009, 813 у 1999, 1152 у 1989).
Національний склад станом на 1989 рік:
- росіяни — 52 %.

До 2006 року село називалося Западне.